# 변품
변품(邊品, ?~?)은 신라의 장수이다.

## 생애
618년에 북한산주군주(北漢山州軍主)인 그는 백제에게 빼앗긴 가잠성을 되찾기 위해 군사를 일으켰다. 이 때 찬덕과 해론(奚論) 부자의 희생으로 인해 백제군을 물리치고 가잠성을 되찾았다.

## 변품이 등장하는 작품
- 《삼국기》(KBS, 1992년~1993년, 배우:김기복